# Ferrals-les-Montagnes
Ferrals-les-Montagnes è un comune francese di 157 abitanti situato nel dipartimento dell'Hérault nella regione dell'Occitania.

## Società

### Evoluzione demografica
Abitanti censiti